# Caenis youngi
Caenis youngi è una specie di Efemerotteri della famiglia Caenidae. Il nome scientifico della specie fu pubblicato per la prima volta nel 1984 da Roemhild.
La specie vive nell'ecozona neartica.